# 克拉斯拉瓦市鎮
克拉斯拉瓦市镇是拉脫維亞的市镇，位於該國東南部，行政中心为克拉斯拉瓦。市镇面積为2288.9平方公里，人口数量为27,675人（2018年）。

## 历史
克拉斯拉瓦市镇设立于2001年。2021年7月1日，克拉斯拉瓦市镇、達格達市鎮和阿格洛納市鎮的一部分合并成新的克拉斯拉瓦市镇。合并后的克拉斯拉瓦市镇与2009年之前的克拉斯拉瓦区范围相同。